# Монтанези (Ђенова)
Монтанези је насеље у Италији у округу Ђенова, региону Лигурија.
Према процени из 2011. у насељу је живело 76 становника. Насеље се налази на надморској висини од 369 м.